# Pierre Jobit
Pierre Jobit, né le 11 février 1892 à Angoulême et mort le 21 août 1972 à Villebois-Lavalette, est un prêtre catholique et historien de l'Église français.

## Biographie
Pierre Jobit entre au séminaire en 1911 et est ordonné prêtre en 1920. Il est vicaire de la cathédrale Saint-Pierre d'Angoulême en 1924. Son état de santé fragile l'oblige à abandonner ses fonctions pastorales il rejoint alors l'université de Poitiers pour étudier la philosophie. Il rencontre l'hispaniste Jean Sarrailh et décide de séjourner à Madrid pour préparer sa thèse d'État à la Casa de Velázquez en 1931-1932. 
En 1936, il publie sa thèse sur le philosophe allemand, Krause. En 1939, il est choisi par le ministère des Affaires étrangères pour rejoindre Madrid afin d'enseigner, ce qu'il fait jusqu'en 1945.
Il est le fondateur du Centre d'études et de recherches ibéro-américaines crée en 1946 à l'Institut catholique de Paris.
En 1952, il reçoit le prix d'Académie pour son ouvrage Leconte de Lisle et le mirage de l'île natale. Une autre récompense littéraire est obtenue en 1968, le prix Montyon, pour son ouvrage Alexandre VI.
Il fut précepteur de François Mitterrand en philosophie au lycée Saint-Paul. Il est également membre de l'Académie d'Angoumois. Il est élevé à la prélature par Pie XII pour son œuvre à l'Association de la Sainte-Enfance

## Publications
- Alexandre VI (1967)
- L'Église d'Espagne à l'heure du Concile (1965)
- Sainte Thérèse d'Avila (1965)
- Saint Jacques... (1963)
- L'Évêque des pauvres : saint Thomas de Villeneuve, Tomás de Villanueva, 1486-1555... (1961)
- Poèmes (1961)
- "Sermons sur le Saint-Esprit, choisis et introduits pat Mgr. [Pierre] Jobit, traduits par Marie-Madeleine *Varneau-Lelaidier" (1961) de Jean d'Avila
- Notas sobre el moderno pensamiento español (1959)
- Le Ballet des six ("el Baile de los seises"). Couverture... dessins et ornements de Roger Wild (1954)
- Manuel García Morente (1953)
- Le Chili (1949)
- Espagne et hispanité (1948)
- Initiation à l'Espagne, Espagne, hispanité, chrétienté (1945)
- Les Éducateurs de l'Espagne contemporaine. II. Lettres inédites de D. Julian Sanz del Rio (1936)
- Les Éducateurs de l'Espagne contemporaine. I. Les Krausistes (1936)

## Distinctions
- Commandeur de l'ordre d'Isabelle la Catholique